# (3426) Seki
(3426) Seki (1932 CQ) – planetoida z pasa głównego asteroid okrążająca Słońce w ciągu 4,24 lat w średniej odległości 2,62 j.a. Odkrył ją Karl Wilhelm Reinmuth 5 lutego 1932 roku.